# Tilo Wolff

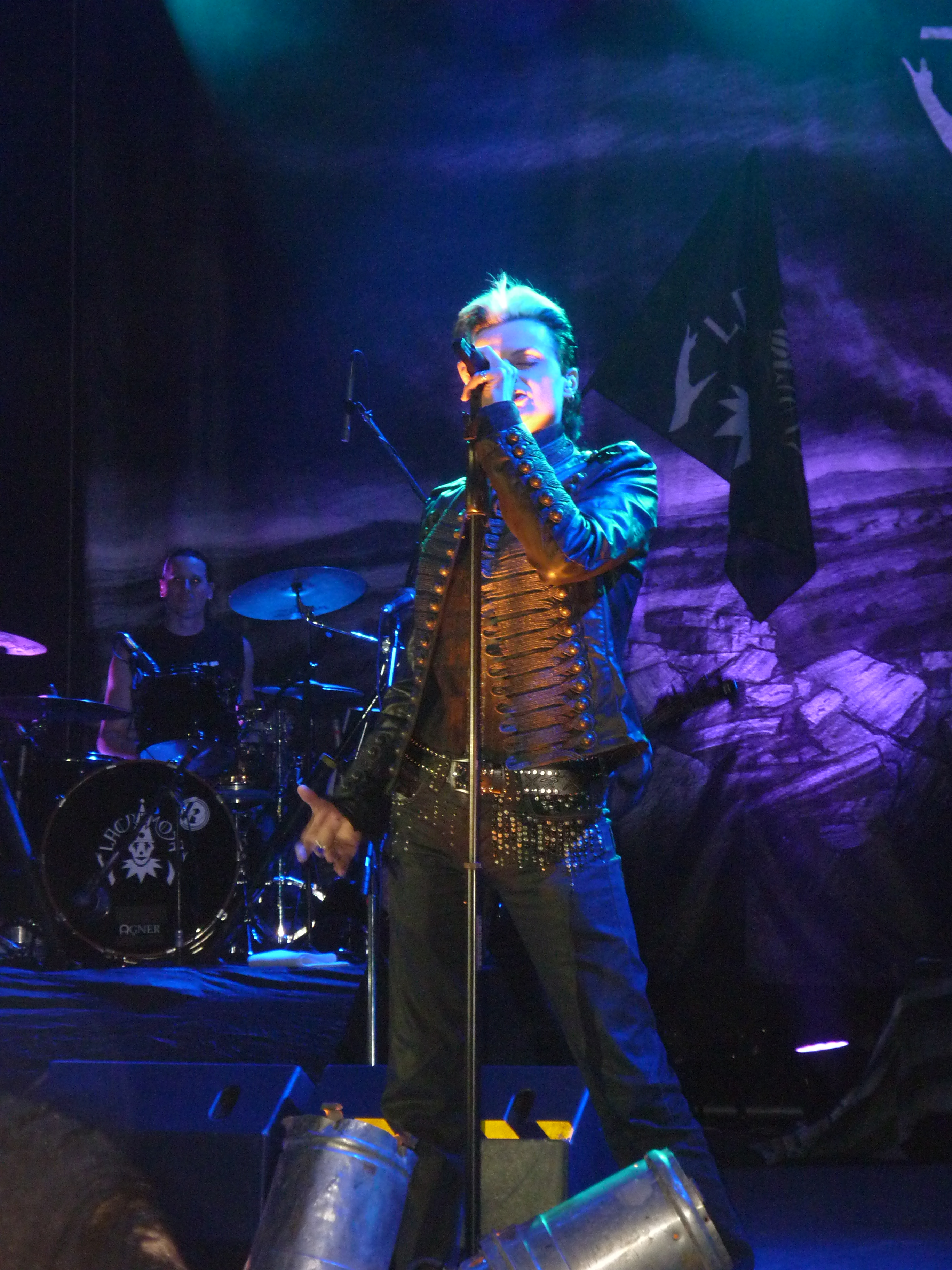
Tilo Wolff

Tilo Wolff (* 10. Juli 1972 in Frankfurt am Main) ist ein Schweizer Musiker.
Er gründete 1990 die Band Lacrimosa und im darauf folgenden Jahr das Plattenlabel „Hall Of Sermon“, dessen Geschäftsführer er bis heute ist. Darüber hinaus betreibt Tilo Wolff seit 2004 ein Nebenprojekt namens Snakeskin, das sich musikalisch deutlich von Lacrimosa abhebt. Von 2005 bis 2010 war Wolff neben Eric Burton Manager der Band Cinema Bizarre.
Außerdem ist Tilo Wolff Priester der Neuapostolischen Kirche und seit 2018 Vorsteher seiner Heimatgemeinde in Riehen.